# Biskupice (Lučenec)
Biskupice (bis 1927 slowakisch „Pišpeky“; ungarisch Fülekpüspöki) ist eine Gemeinde im Süden der Slowakei mit 1134 Einwohnern (Stand 31. Dezember 2024). Sie gehört zum Okres Lučenec, einem Kreis des Banskobystrický kraj und ist zugleich Teil der traditionellen Landschaft Novohrad.

## Geographie

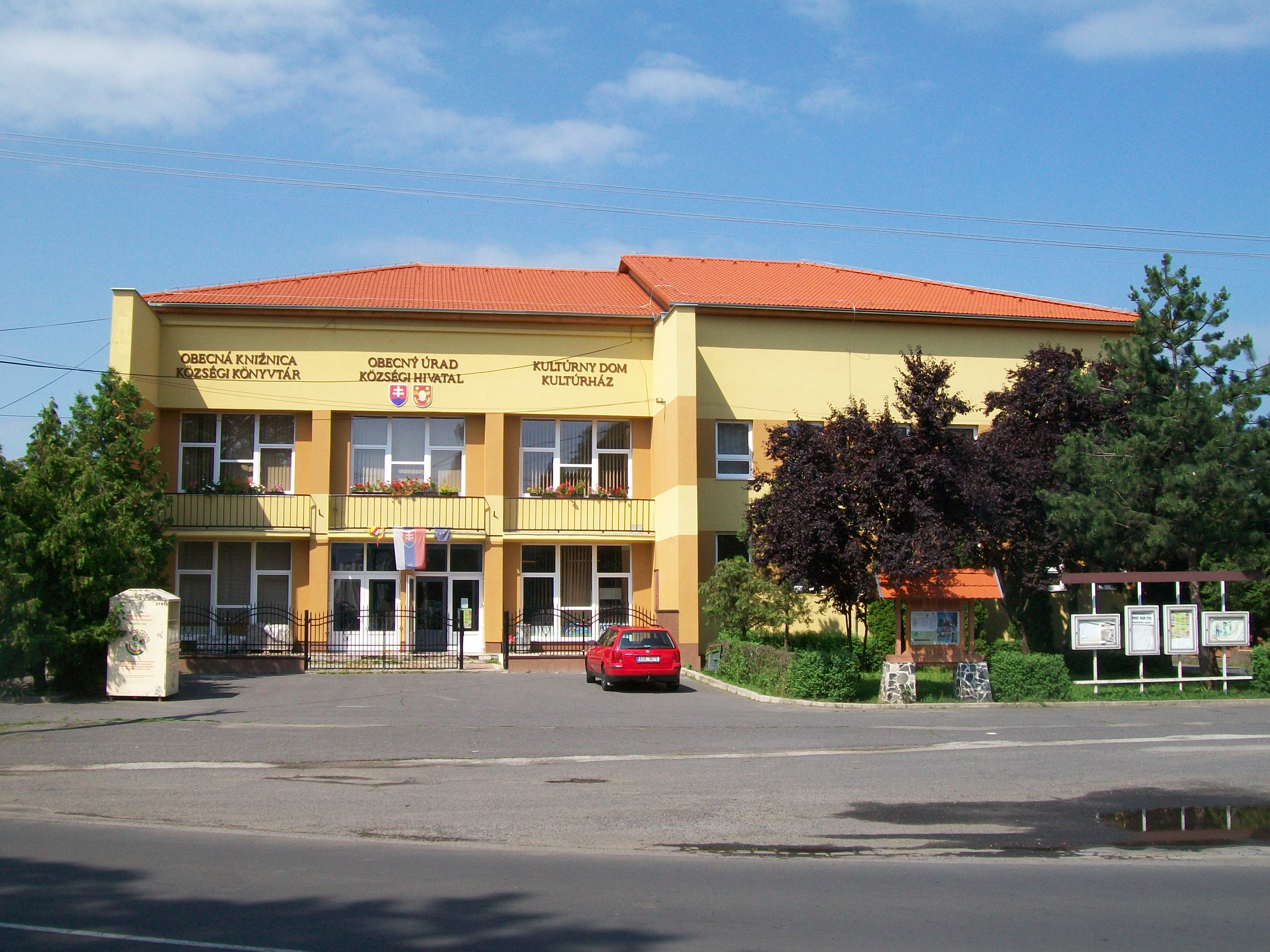
Gemeindeamt und Kulturhaus von Biskupice

Die Gemeinde befindet sich am Rande des Berglandes Cerová vrchovina am Bach Belina (Flusssystem Ipeľ) etwa zehn Kilometer nördlich der ungarischen Grenze. Das Ortszentrum liegt auf einer Höhe von 209 m n.m. und ist drei Kilometer von Fiľakovo sowie 19 Kilometer von Lučenec entfernt.
Nachbargemeinden sind Fiľakovo im Norden, Belina im Südosten, Radzovce im Süden und Ratka im Westen.

## Geschichte

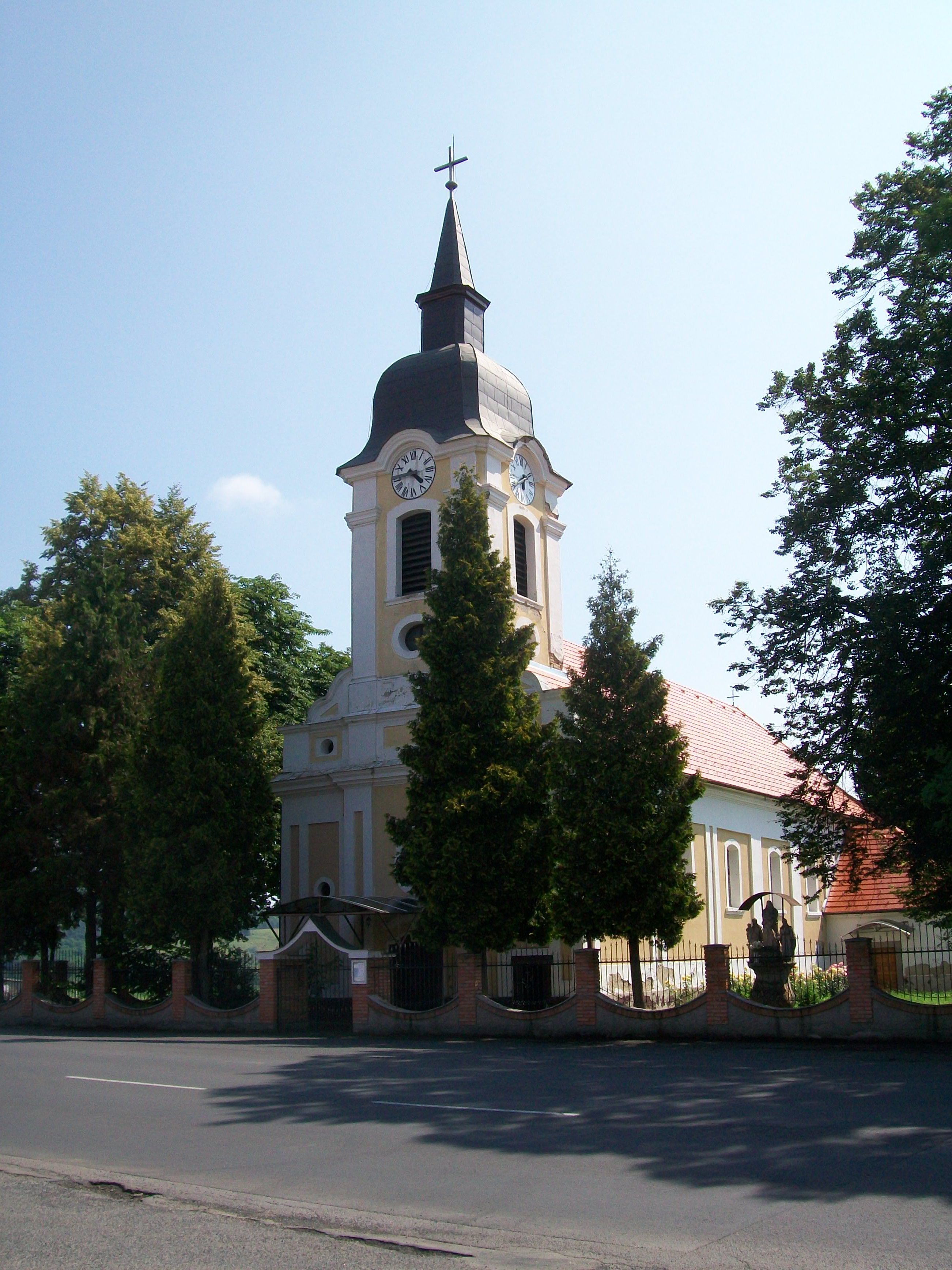
Stephanskirche

Der Ort entstand wohl im 12. Jahrhundert und wurde zum ersten Mal 1294 als Puspuky schriftlich erwähnt. Den Namen erhielt das Dorf nach der langjährigen Zugehörigkeit zum Herrschaftsgut des Erzbistums Gran. Zwischen 1554 und 1594 war das Dorf Teil des Osmanischen Reiches, eine Wasserleitung führte vom Gemeindegebiet hinauf in die Burg Fileck. 1828 zählte man 74 Häuser und 789 Einwohner.
Bis 1918/1919 gehörte der im Komitat Neograd liegende Ort zum Königreich Ungarn und kam danach zur Tschechoslowakei beziehungsweise heute Slowakei. 1938–1944 lag er auf Grund des Ersten Wiener Schiedsspruchs noch einmal in Ungarn.
Von 1971 bis 1990 war die Gemeinde Teil der Stadt Fiľakovo.

## Bevölkerung
| Jahr                | 1994 | 2004    | 2014    | 2024    |
| ------------------- | ---- | ------- | ------- | ------- |
| Anzahl der Personen | 1143 | 1122    | 1138    | 1134    |
| Unterschied         |      | −1,83 % | +1,42 % | −0,35 % |

| Jahr                | 2023 | 2024 |
| ------------------- | ---- | ---- |
| Anzahl der Personen | 1134 | 1134 |
| Unterschied         |      | +0 % |

Gemäß der Volkszählung 2011 wohnten in Biskupice 1138 Einwohner, davon 810 Magyaren, 231 Slowaken, 31 Roma und ein Tscheche; ein Einwohner gehörte zu einer anderen Ethnie. 64 Einwohner machten keine Angabe. 953 Einwohner bekannten sich zur römisch-katholischen Kirche, jeweils acht Einwohner zur evangelischen Kirche A. B. und zur reformierten Kirche, fünf Einwohner zur kongregationalistischen Kirche, drei Einwohner zu den Zeugen Jehovas, zwei Einwohner zu den Siebenten-Tags-Adventisten und ein Einwohner zur evangelisch-methodistischen Kirche; ein Einwohner bekannte sich zu einer anderen Konfession. 49 Einwohner waren konfessionslos und bei 108 Einwohnern wurde die Konfession nicht ermittelt.

## Bauwerke
- römisch-katholische Stephanskirche im Barockstil aus dem Jahr 1782
- Kapelle im spätbarocken Stil aus der Mitte des 18. Jahrhunderts